# 1935年全国劳动关系法
1935年全国劳动关系法（英語：National Labor Relations Act of 1935），又称瓦格纳法（Wagner Act），是美国製定的一部有關勞動關係的法规，它保障私营部门的雇员组织工会、與公司进行集體協商和采取罷工等集体行动的权利。该法案由参议员羅伯特·F·瓦格納草擬，由第74届美国国会通过，并由美国总统富兰克林·德拉诺·罗斯福签署成为法律。
全国劳资关系法旨在通过促进工会和雇主之间的集體協商，改善雇主和雇员之间谈判不平等的狀況。国家劳动关系委员会就是依據該法成立，全国劳动关系委员会專門負責起诉违反劳动法的主體。它还制定了有关集體協商的各种规则，并界定哪些行為屬於不當勞動行為，包括雇主干涉工会的成立和運作。该法不适用于某些行業的職工，例如主管、农业雇员、家政工人、政府雇员和独立承包商。
全国劳资关系法遭到保守派和共和黨的强烈反对，不過在国家劳资关系委员会诉琼斯和劳克林钢铁公司一案中，美國最高法院選擇支持全国劳资关系法。1947年通過的塔夫特-哈特萊法案对全国劳资关系法有所更正。

## 外部連結
- USC §§151-169, Labor-Management Relations （页面存档备份，存于） at the Legal Information Institute
- National Labor Relations Act
- National Labor Relations Board